# Élise Bruyère
Élise Bruyère, née Le Barbier (1776-1842), est une peintre française spécialisée dans les portraits et les natures mortes florales.

## Biographie
Elisabeth Henriette Nicole Le Barbier, dite Élise Le Barbier, est la fille de Jean Jacques Le Barbier (1738-1836), célèbre écrivain, illustrateur et peintre de scènes historiques françaises, et de Marie Charlotte Rolland. Sa sœur Henriette est également peintre. Bruyère étudie l’art de la miniature avec Jacques Augustin et reçoit les conseils de Jan van Dael, pour les natures mortes. Ses peintures de fleurs sont remarquablement détaillées. Une œuvre caractéristique à cet égard, Vase de fleurs, se trouve au Musée du Louvre à Paris, ce tableau est présenté au Salon de 1836,,.
Bruyère "est la première femme à recevoir une médaille pour une peinture de fleurs et à entrer, dans ce genre, au musée du Luxembourg.".
Après sa mort, survenue le 21 août 1842, ses collections sont dispersées lors d'une vente après-décès à Paris les 28 et 29 novembre 1842.

## Œuvres

### Collections publiques
France
- Champs-sur-Marne, École nationale des ponts et chaussées : Louis Bruyère (1758-1831), inspecteur par interim 1810 (époux de l'artiste), peinture, vers 1809-1815, IPC 1786[11].

- Lyon, musée des Beaux-Arts : Fleurs et fruits ou Fleurs dans un vase et branche de prunier sur une tablette de marbre ou Un vase de fleurs, 1817, huile sur toile, 95 × 75 cm, Salon de 1819 (no 187), achat à l'artiste par l'État en 1819, dépôt du Centre national des arts plastiques, FNAC PFH-6327[12]

- Paris, musée du Louvre : Des fleurs ou Vase de fleurs, 1836, huile sur toile, 121,7 × 91 cm, Salon de 1836 (no 248), acheté à l’artiste par l’Intendance générale de la Liste civile en 1836, au prix de 3 000 francs, INV 3086, LP 2328[13].

- Rouen, musée des Beaux-Arts : Fleurs dans une corbeille, 1833, huile sur toile, 105 × 80 cm, Exposition municipale de Rouen de 1837 (no 423), acheté à l'artiste par l'État et déposé à Rouen en 1836, D 1836 1[14],[15].

- Valenciennes, musée des Beaux-Arts : Fleurs et raisins (avec Antoine Chazal), 1843, huile sur bois, 130 × 98,4 cm, Salon de 1844 (no 246, Groupe de fleurs dans un vase d'albâtre orientale), acquis par l'État en 1843 et envoyé l'année suivante à Valenciennes, P.Y.37[16],[17].

- Versailles, musée national du château de Versailles : Charles-Just, prince de Beauvau-Craon, 1834, huile sur toile, 71 × 55 cm, copie d'après un portrait de famille, commandé à l'artiste pour 200 francs pour la Galerie militaire de Versailles, MV 1147[18].

Pologne
- Poznań, musée national de Poznań : Portrait de Tomasza (?) Mielżyńskiego (1782-1803), vers 1801.

### Galerie d'images

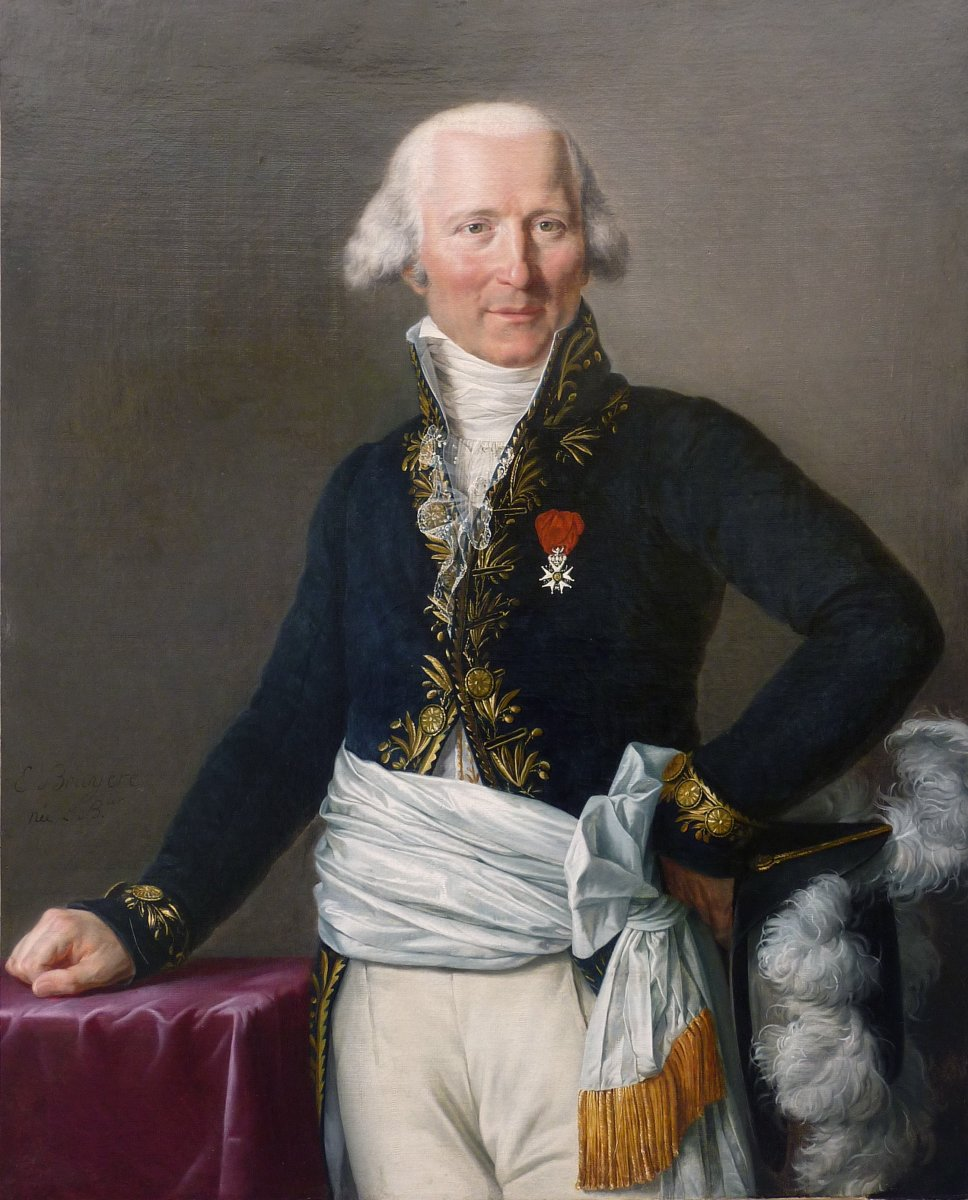
Portrait de Léopold Saget, vers 1806
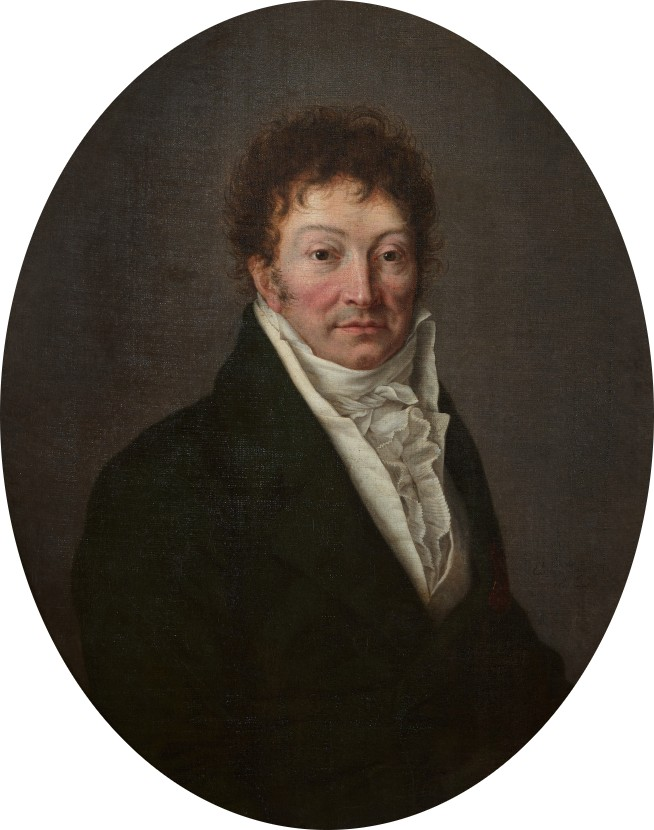
Portrait de Louis Bruyère, vers 1809-1815, École nationale des ponts et chaussées
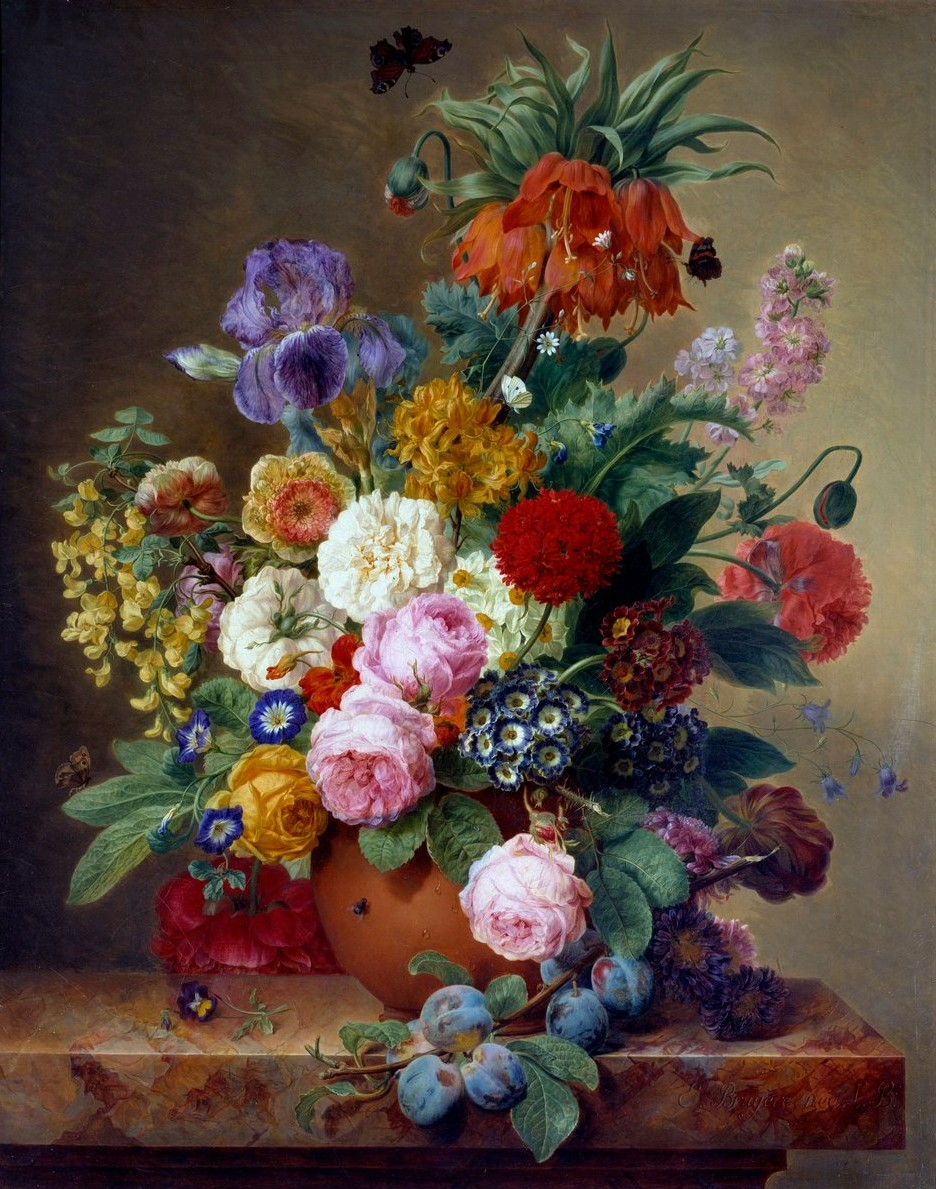
Fleurs dans un vase et branche de prunier, vers 1817, musée des Beaux-Arts de Lyon
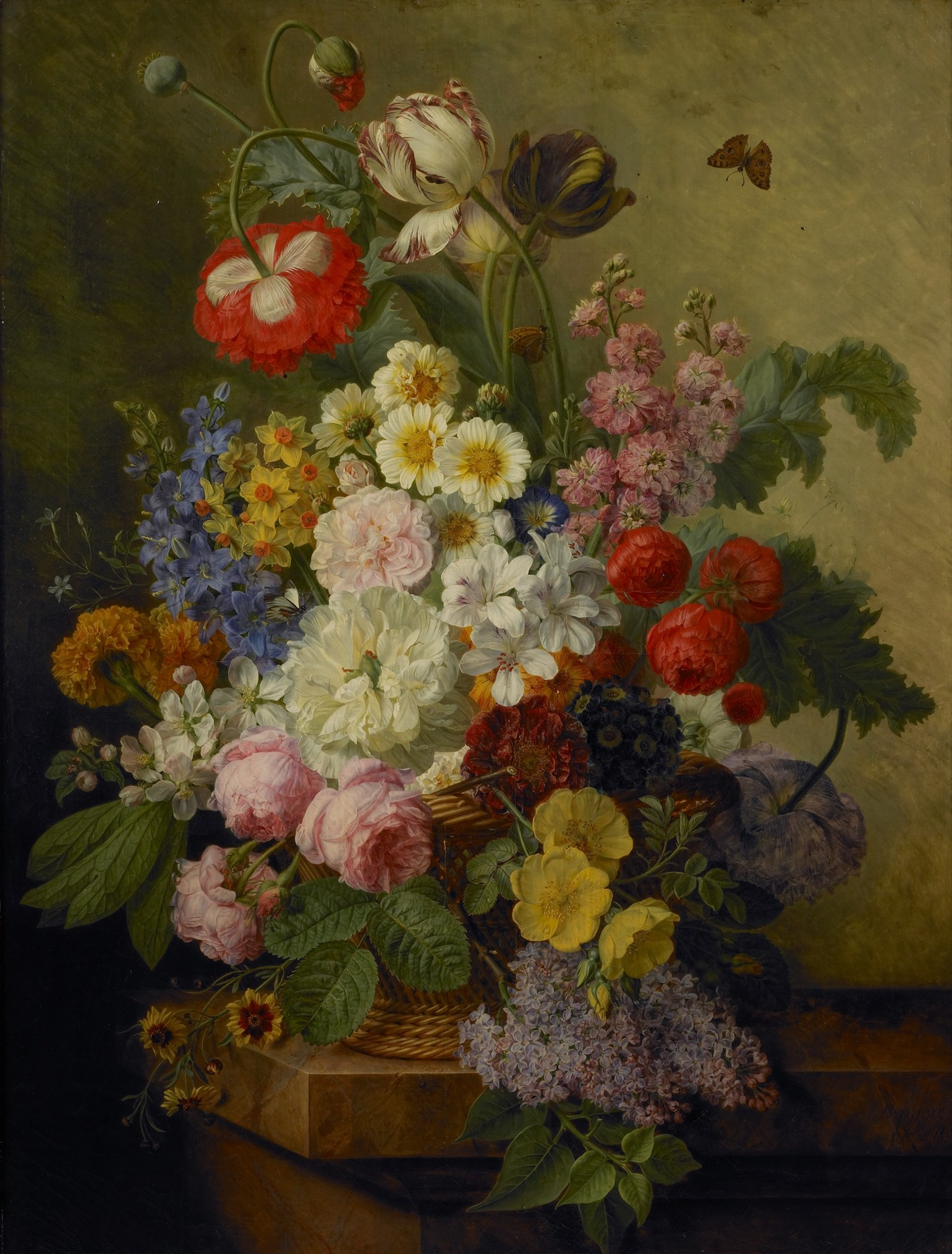
Fleurs dans une corbeille, 1833, musée des Beaux-Arts de Rouen
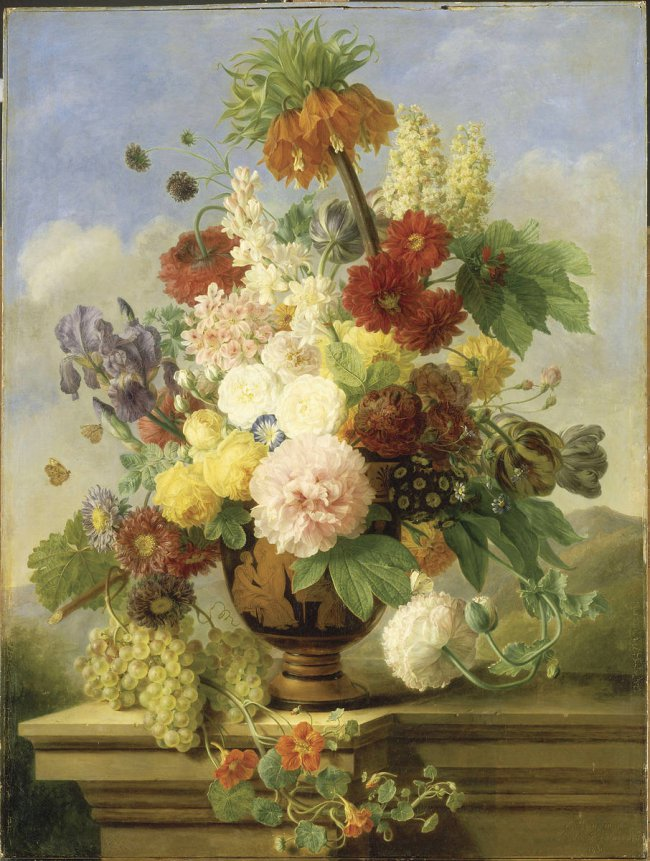
Des fleurs ou Vase de Fleurs, 1836, musée du Louvre